# Pleskehäher
Der Pleskehäher (Podoces pleskei) ist eine Rabenvogelart, die im östlichen Iran endemisch ist. Er wurde nach dem russischen Ornithologen Theodor Pleske benannt.

## Beschreibung
Der Pleskehäher ist ein relativ kleiner Rabenvogel und mit 24 cm Körperlänge etwa amselgroß. Das Durchschnittsgewicht liegt zwischen 85 und 90 g. Ein Geschlechtsdimorphismus besteht nicht.
Der Schnabel ist relativ schmal und leicht herabgebogen, die Iris dunkelbraun. Die Färbung von Kopf, Hals, Ober- und Unterseite ist ein warmes Sandbeige, das etwas ins Rosafarbene spielen kann und sich zur Kehle und den Unterschwanzdecken hin weißlich aufhellt. Der schwarze Zügel ist sehr breit und zieht sich als schmaler Augenstreif noch ein Stück über den Ohrdecken entlang. Auf der Kehle findet sich ein schwarzer Fleck, der nach unten hin erweitert und bis auf die Mitte der vorderen Brust reicht. Die Handschwingen sind auf den basalen zwei Vierteln weiß und im apikalen Drittel schwarz. Die Armschwingen sind glänzend blauschwarz mit breiten, weißen Spitzen. Die schwarzen Großen Oberflügeldecken tragen ebenfalls weiße Spitzen; die mittleren Armdecken sind schwarz-weiß gebändert und die Kleinen Armdecken sandfarben. Die Oberschwanzdecken sind wie die Steuerfedern glänzend schwarz. Beine und Füße sind hellgrau.
Das Jugendkleid ist nur unzureichend beschrieben. Offenbar fehlt der schwarze Kehlfleck und der Schnabel ist rosa gefärbt.

## Stimme
Am häufigsten hört man von dieser Art eine weit tragende, durchdringende Reihe trillernder Pfiffe, die etwa wie tsiee tsiee tsiee tsiee klingt und an die Rufe des Klippenkleibers (Sitta tephronota) erinnert. Sie wird oft von einer erhöhten Warte wie der Spitze eines Busches am frühen Morgen vorgetragen. Seltener ist sie auch in den Abendstunden zu vernehmen.

## Verbreitung und Bestand
Der Pleskehäher ist in der östlichen Mitte des Iran endemisch. Er kommt meist nur zerstreut vor, kann aber lokal häufig sein. Die Kernvorkommen dieser Art liegen im Dascht-e Lut und im äußersten Osten Kermans. Die Verbreitung reicht aber nordwärts bis Schahrud, westwärts bis Yazd und südwärts bis in den iranischen Teil Belutschistans. Ein Nachweis stammt aus dem Namakazar-Becken im äußersten Süden der Provinz Razavi-Chorasan, an der Grenze zu Afghanistan, ein weiterer aus der Nähe von Nok Kundi an der Grenze zu Pakistan. Ein Vorkommen in Pakistan konnte bislang nicht nachgewiesen werden.

## Lebensweise
Der Pleskehäher besiedelt sandige Wüstenebenen sowie Zygophyllum- und Beifußsteppen, in denen neben zerstreuten Gebüschen auch krautige Pflanzen wie Calligonum, Salzkräuter oder Meerträubel stehen. Die Höhenverbreitung reicht von 900 bis 2000 m. Die Art ist ein Standvogel, bei dem aber im Winterhalbjahr Dismigrationen stattfinden können.
Die Art ernährt sich omnivor, wobei das Nahrungsspektrum je nach Jahreszeit stark variieren kann. Im Frühjahr spielen überwiegend Insekten wie Rüssel- und Schwarzkäfer oder Termiten eine Rolle. Auch kleine Eidechsen werden erbeutet. Ab Herbst dominiert dann der Anteil an pflanzlicher Nahrung wie Getreide, Melonen- oder Zygophyllum-Samen. Ergänzend kommen einige Insekten als Nahrung hinzu. Der Pleskehäher legt Vorräte an und spielt so eine wichtige Rolle bei der Verbreitung von Wüstenpflanzen.
Die Vögel sind meist paarweise oder in Familienverbänden von bis zu sechs Exemplaren anzutreffen. Die Aktivität bei der Nahrungssuche erreicht morgens und abends einen Gipfel. Bisweilen ist die Art dabei auch an Pisten und Dorfrändern anzutreffen, wo sie vor allem nach Getreide sucht. Meist verhält sie sich recht scheu, kann aber in manchen Fällen auch sehr zutraulich sein. Sie fliegt eher selten und bewegt sich viel laufend fort. Bei Gefahr verschwindet sie bemerkenswert schnell zwischen den Wüstensträuchern.
Es findet eine Jahresbrut statt. Vermutlich führen die Tiere eine monogame Dauerehe und bleiben das ganze Jahr über zusammen. Die Hauptlegezeit fällt in die erste Märzhälfte. Das bislang einzig dokumentierte Nest war ein sorgfältig gebauter Napf aus Zweigen, der mit Pflanzenwolle ausgekleidet war und gut versteckt in etwa 80 cm Höhe in einem Calligonum-Strauch stand. Das Gelege besteht aus 4–6 Eiern, die Brutdauer ist unbekannt. Die Jungen werden von beiden Eltern gefüttert und verlassen das Nest etwa nach 15–18 Tagen. Sie folgen den Eltern und entfernen sich dabei bis zu 500 m vom Nest. Nach 24–28 Tagen werden sie flügge. Die Familienverbände bestehen noch mehrere Wochen, bevor sie sich offenbar im Herbst zerstreuen.

## Systematik
Der Pleskehäher wurde 1896 von Nikolai Alexejewitsch Sarudny erstbeschrieben. Das Typusexemplar stammt aus „Alkhor“ (vermutlich Alghur) in der Provinz Khorasan im Iran. Die monotypische Art ist das Schwestertaxon des Saxaulhähers (Podoces panderi). Sie unterscheiden sich von den anderen Arten der Gattung durch fehlendes Schwarz auf dem Scheitel, die kurzen Oberschwanzdecken, die hellen Beine und den schwarzen Kehlfleck.